# Linda Zerilli
Linda Marie-Gelsomina Zerilli, nota come Linda Zerilli (New York, 31 agosto 1956), è una politologa e saggista statunitense.
Si occupa di politica e femminismo.

## Biografia
Si è laureata in Scienze Politiche nel 1986, all'Università della California - Berkeley, dove ha ottenuto ulteriori specializzazioni in materia.
Dal 1987 ha svolto varie attività come professoressa di scienze politiche, letteratura e studi di genere presso la  Northeastern University e la Rutgers University. Dal 2010 al 2016 ha diretto la facoltà del Centro Studi di Genere e Sessualità dell'Università di Chicago, dove dal 2008 a oggi svolge attività di insegnamento.
Nel periodo che va dal 2016 al 2017 è stata membro dell'Institute for Advanced Study.
Ha scritto alcuni saggi in materia di politica femminista, e contribuito a numerosi volumi. La sua opera più nota è Femminismo e l'abisso della libertà, in cui discute dell'orientamento femminista contemporaneo, che mirerebbe a una libertà politica per le donne solo teorica, rischiando in realtà di limitarla nella pratica.

## Pubblicazioni
- (EN) Linda Zerilli, A Democratic Theory of Judgment, Chicago, University of Chicago Press, 2016,  p. 392, ISBN 9780226397986.
- (EN) Wendy Brown, Elizabeth Weed, Linda M. G. Zerilli, Joan Wallach Scott, Sexual Politics, Duke University Press, 2004,  p. 171, ISBN 9780822366034.[6]
- (EN) Linda Zerilli, Signifying Woman: Culture and Chaos in Rousseau, Burke, and Mill, Ithaca, New York, Cornell University Press, 1994,  p. 214, ISBN 9780801481772.[3]

### Femminismo e l'abisso della libertà
- (EN) Linda Zerilli, Feminism and the abyss of freedom, Chicago, University of Chicago Press, 2020,  p. 309, ISBN 9780226814056.
- (DE) Linda Zerilli, Feminismus und der Abgrund der Freiheit, traduzione di Bettina Engels, Berlin, Wien, 2018,  p. 309, ISBN 9783851329155.
- (DE) Linda Zerilli, Feminismus und der Abgrund der Freiheit, traduzione di Bettina Engels, Berlin, Wien, 2010,  p. 309, ISBN 9783851326031.
- (ES) Linda Zerilli, El feminismo y el abismo de la libertad, traduzione di Teresa Arijón, México, Fondo de Cultura Económica, 2008,  p. 358, ISBN 9789505577583.
- (EN) Linda Zerilli, Feminism and the abyss of freedom, Chicago, University of Chicago Press, 2005,  p. 309, ISBN 9780226981338.
- (EN) Linda Zerilli, Feminism and the abyss of freedom, Chicago, University of Chicago Press, 2005,  p. 309, ISBN 9780226981345.[7]